# كورت شرينر
كورت شرينر (بالإنجليزية: Curt Schreiner)‏ هو متسابق بياثل أمريكي، ولد في 9 مارس 1967 في ألباني في الولايات المتحدة.

## وصلات خارجية
- كورت شرينر على موقع IBU (الإنجليزية)
- كورت شرينر على موقع أوليمبيديا (الإنجليزية)